# Білоглинка (Шал-акина район)
Білогли́нка (каз. Белоглинка) — село у складі району Шал-акина Північноказахстанської області Казахстану. Входить до складу Новопокровського сільського округу.
Населення — 21 особа (2021; 145 у 2009, 256 у 1999, 298 у 1989).
Національний склад станом на 1989 рік:
- росіяни — 41 %
- німці — 28 %
- казахи — 35 %.